# 猫女
貓女，是DC漫画公司的《蝙蝠侠》系列的一个虚拟人物，由比尔·芬格和鲍勃·凯恩创作，灵感来源于凯恩的亲戚露丝·斯蒂尔（Ruth Steel）。
最原始并且最为人所知的猫女是塞琳娜·凯尔（又译为塞利娜·凯尔）（Selina Kyle），最先出现在第一期《蝙蝠俠》漫画（1940年），其形象為一只猫。作为蝙蝠侠的敌人，她是一个带着鞭子、喜欢冒险的女飞贼。现代作家认为，猫女的行动和服饰特征是一个对性虐戀的回应。
1990年代来，猫女独立成刊。她在同名漫画系列是一个“非正统女主角”，而非一个反派女主角。在漫画中，她是蝙蝠侠爱慕时间最久的角色，被认为是蝙蝠侠的真爱之一。
作为一个受欢迎的角色，猫女经常出现在媒体创作的蝙蝠侠的改写本中。朱丽叶·纽玛（Julie Newmar）、李·玛丽沃勒（Lee Meriwether）、厄莎·凱特（Eartha Kitt）三位女演员分别在20世纪60年代上映的电视剧《蝙蝠侠》和1966年上映的电影《蝙蝠侠》中把猫女的形象呈现给观众。蜜雪兒·菲佛也在1992年上映的电影《蝙蝠侠归来》中扮演了猫女这一角色。荷莉·貝瑞則在2004年上映的同名电影《猫女》詮釋了一個獨立於蝙蝠俠故事之外的貓女，然而這部電影遭到了票房跟影評的失敗。而安·海瑟薇在2012年上映的《黑暗騎士：黎明昇起》扮演了猫女这一角色。
猫女在IGN的榜单《Top 100 Comic Book Villains Of All Time》中排在第11位。她同样在杂志《巫师》（Wizard）的榜单《史上百大惡棍》（100 Greatest Villains of All Time）总排在第51位。

## 人物創造
蝙蝠俠的創造者之一，鲍勃·凯恩，是一個超級電影迷。他對電影的熱愛，提供了《蝙蝠俠》中的幾個角色的創作靈感，其中就包括了貓女。貓女的創作靈感部分來源於20世紀30年代的電影明星珍·哈露。凱恩認為，在哈露年輕的時候，她展現了一種性感的女性美。因為想讓《蝙蝠俠》漫畫帶有一種異性吸引力和出現一個類似於“女性蝙蝠俠”的女性，凱恩和芬格決定創造“一個友善的敵人，雖然她是罪犯，但是她同時也是一個在蝙蝠俠枯燥的生活中浪漫的角色”。在設計上，她是一個具有吸引力的角色，在二人遊戲中去吸引一直想改造她的蝙蝠俠。同時，她也是不同於其他反派如小丑，她既不是一個殺手，也不是完全邪惡。
至于使用猫的形象的原因，凯恩说，他和芬格认为猫“是蝙蝠的敌人”。
|  | 我感觉到，女人是像猫一样的生物，而男人更像狗。狗是忠诚和友善的，而猫是冷酷、独立和不可靠的。有狗在我身边，我更感到温暖——猫是很令人费解的，女人也是一样。男人在男人身边比在女人身边更能表现出自信。你永远都需要和女人保持一臂距离。我们不想有人控制我们的灵魂，而女人有那样做的习惯。所以女人身上有种爱与恨的东西。我猜女人会感觉到，我是因为信仰沙文主义才这样说的，不过我感觉到我与男性朋友的关系要比与女性朋友的关系更好。与女人在一起，一旦浪漫没有了，不知道是什么原因，她们从来不会再和我保持朋友关系。 |

### 黄金时代和白银时代的版本

塞琳娜·凯尔作为一只“猫”首次出现于《蝙蝠侠 #1》（1940年春）

猫女——人们称之为“猫”（The Cat）——首次以神秘飞贼和珠宝盗贼的身份出现在第一期《蝙蝠侠》，而在故事的结尾处她是社会名流塞琳娜·凯尔（Selina Kyle）的身份被揭开。虽然在故事里她没有穿她标志性的紧身连衣裤，但是故事安排她的核心身份是一个对抗却吸引蝙蝠侠的蛇蝎美人。
在第62期《蝙蝠侠》的劇情中，猫女是一个由于在一次飞机失事中头部受打击而失忆并转向犯罪行动的健忘的前空服员，她幸存了下来（尽管在最后一期的《勇敢与大胆》中，她也承认，她编造了那个失忆症的故事，是因为她想摆脱过去的犯罪生活）。她後來從良了幾年，於第65期和第69期《蝙蝠侠》幫助蝙蝠俠打擊罪惡，但於第203期《偵探漫畫》決定回歸犯惡。之後塞琳娜於第84期《蝙蝠侠》和第211期《偵探漫畫》再度變為罪犯，直至1966年才沒有再出現。
20世纪70年代漫画中，一系列发生在第二地球（Earth-Two，平行地球，DC漫画黄金时代人物的家园）的故事显示，她在50年代（第69期《蝙蝠侠》发生的事件之后）从良，并且嫁给了布鲁斯·韦恩（Bruce Wayne，蝙蝠侠真实身份）。不久之后，她生了夫妇两人唯一的小孩海伦娜·韦恩（Helena Wayne，女猎手）。在塞琳娜表示她从来没有真正失忆之后，第197期《勇敢与大胆》详细说明了第62期《蝙蝠侠》猫女在黄金时代的起源。塞琳娜进入了备受批评的婚姻，并最终决定离开丈夫。尽管如此，她的丈夫看管了她那些存放在秘密地下室的珠宝，而她需要潜入地下室把珠宝拿走。塞琳娜非常享受这个过程，她决定成为一名穿猫服的专业盗贼。从此，她开始了一段致使她不断遭遇蝙蝠侠的盗贼生涯。
在黄金时代中，第二地球的塞琳娜·凯尔最终在70年代后期在被一名罪犯勒索被迫继续成为猫女（见第17期《DC超级明星》DC Super-Stars）之后死亡。
在白银时代，猫女在1966年9月出版的第70期《超人女朋友，洛伊丝·莱恩》（Superman's Girl Friend, Lois Lane）首次出现。之后，她继续在不同版本的《蝙蝠侠》漫画中出现。
几个在70年代发生的故事都描述了猫女参与谋杀，这件事既不是发生在第一地球，也不是发生在第二地球。这个版本的猫女被派去一个代替第二地球的世界。这个世界发生了一些故事，如果这些故事发生在第一地球或者第二地球上，那么它们是一些不会被认为是经典的故事。

### 现代版本

#### 纷繁的起源
猫女的起源——在某种程度上是她的性格——在1986年被修改过。当时漫画家弗兰克·米勒和画家大卫·马索伽利（David Mazzucchelli）正在出版《蝙蝠侠：第一年》（Batman: Year One），一个重新设定的蝙蝠侠起源。在这个版本中，塞琳娜·凯尔以一个独立并且更现代的女人的身份被重新引入漫画。她是一个妓女，想从她的前男友（皮条客）解脱出来。因为她目睹了他的犯罪过程，又因为一件发生在她的修女姐妹身上的事，她担心她姐妹的生活，并开始学习防狼术和武术。她的老师鼓励她变得更强，她自己也认识到她和霍莉不能再卖淫了。霍莉·罗宾逊（Holly Robinson）是一个小时候就离家出走的人。她把塞琳娜当作自己的偶像，但是她对于塞琳娜来说实在是太年轻了，所以还不能在街上流浪。塞琳娜把霍莉带进自己的家，并和她一起住。当故事发展到塞琳娜被迫盗窃的时候，她穿上紧身连衣裤。这套服装是她前男友给她的，当时塞琳娜告诉他不再做妓女。在她打扮好，没给人认出来时，她喜欢上了盗窃，并开始了罗宾汉式的盗窃生涯。这就解释了她怎样遇见蝙蝠侠。在一次小对抗之后，她继续穿上她的衣服，也在蝙蝠侠和其他人采取行动之后，成为了猫女。塞琳娜想到，如果世界上有“蝙蝠”的话，那为什么不可以有“猫”呢？
1989年，漫画家明迪·纽厄尔（Mindy Newell）和画家J·J·伯奇（J.J. Birch）在米勒的《蝙蝠侠：第一年》起源的基础上，把《猫女》集结成册，变成《猫女：她姐妹的看护人》（Catwoman: Her Sister's Keeper）。《猫女：她姐妹的看护人》探究了塞琳娜的早期妓女生活和猫女生涯的开始阶段。这个故事以塞琳娜的前男友斯坦（Stan）绑架和暴力虐待她的姐妹，与塞琳娜形成鲜明对比的修女玛姬（Maggie）为高潮部分。塞琳娜杀死了斯坦，救出了她的姐妹，并带她逃脱。这一切都在之前的系列里被提到，而在《猫女：她姐妹的看护人》里被详细描述了。
在《猫女：她姐妹的看护人》的部分章节和《蝙蝠侠：第一年》起源中，米勒把科幻小说的精华带到猫女的起源。而其他章节在之后之间内被抛弃。这就暗示着《猫女：她姐妹的看护人》在《Zero Hour》时间之后不能成为科幻小说的精品。而后来的漫画家反对米勒把后危机时代中的猫女变成妓女。在一次协调不同版本的尝试中，一些漫画家假定猫女在她的早期生涯中尝试变成妓女，去欺诈单身男人并向他们打劫。
不过与猫女的妓女出生有关系一些人物被保留为她的一部分配角。来自《蝙蝠侠：第一年》的霍莉和来自《猫女：她姐妹的看护人》的玛姬在《猫女》系列中经常出现。一些《猫女：她姐妹的看护人》的元素依然不是精品，但仍然是一些事件的参考，如她的爸爸仅仅在最近才死亡。
在这个版本中，塞琳娜接受体操和武术训练。在她进行屋顶到屋顶的跳跃，或者打败阻挡他的人的时候，她的动作是完美的。因为她的体操背景，塞琳娜很快就在无臂大师（Armless Master）的指导下学会了武术。无臂大师给了她很大的鼓励。塞琳娜的妈妈，玛丽亚（Maria），对塞琳娜人生中的体操阶段体现了浓厚的兴趣、赞赏和支持。
第一卷第0章《猫女》提供了塞琳娜童年时期的详细信息，而忽视了玛姬的存在。玛丽亚·凯尔是一个疏远的母亲，她更喜欢在猫身上花时间，并承认在塞琳娜小时候自杀。塞琳娜的酗酒父亲，布莱恩（Brian），因为塞琳娜长得像妈妈（他憎恨她的自杀），所以对塞琳娜非常冷酷。最终他酗酒而死。
为了生存，塞琳娜一度在街上流浪。不久她就被抓到并被送去孤儿院，然后又被送去少年看管所。“在少年看管所，塞琳娜见识到世界是多么地残酷”。在时间轴上的这个点，玛姬的命运还没被提及。不过，当埃德·布鲁巴科（Ed Brubaker）把她重新引入漫画时，他暗示玛姬可能直接进入孤儿院并立即被领养。
在塞琳娜13岁时，她发现少年看管所的管理员挪用基金，并对付她。在一次掩盖犯罪的尝试中，管理员把塞琳娜塞进布袋里并把她扔到河里，想把她淹死。塞琳娜逃脱了并回到孤儿院，去偷取档案，试图揭露出管理员贪污的事实。她使用这些资料去威胁管理员，迫使他把“塞琳娜·凯尔”这个名字从城市档案中删除。然后她又把管理员的钻石项链偷走，并逃离孤儿院。
塞琳娜最终在《小巷镇——一个鹅卵石街的网络和在东区和老高谭之间的自治区》（Alleytown - a network of cobblestone streets that form a small borough between the East End and Old Gotham）找到了自我。塞琳娜被“幸运女神妈妈”（Mama Fortuna）收养，幸运女神妈妈是一帮年轻小偷的老领导，她教会了塞琳娜如何去偷东西。幸运女神妈妈像对待奴隶一样对待她的学生，把他们的收入拿走给自己用。塞琳娜和她的朋友西尔维娅（Sylvia）一起从幸运女神妈妈的手中逃走。不过她们两人在独立生活中遇到困难，在绝望中尝试通过妓女工作支撑生活。西尔维娅至少也找到了一位客人，但塞琳娜却找不到客人。西尔维娅讨厌塞琳娜，因为塞琳娜在知道西尔维娅找到客人之后却找不到自身原因，所以两人逐渐疏远。
在《猫女：第一年》（Catwoman: Year One）成年的塞琳娜，成为小偷之后，取得了一些成功。由于一次糟糕的盗窃，她接受了一份由皮条客斯坦的隐姓埋名的工作，去扮演一个女魔头。他们计划欺骗男人去泄漏一些在以后的犯罪过程中需要用到的信息。根据这个情节，塞琳娜在高谭市的无臂大师的指导下进行训练，接受一系列武术与文化的教育。在这段时间，一位客人送她一条九尾鞭，这条鞭成为了她那段妓女生涯的纪念品。
《蝙蝠侠：漫长的万圣节》（Batman: The Long Halloween）的续集《蝙蝠侠：黑暗胜利》（Batman: Dark Victory），暗示了尽管猫女没有确凿证据证明，猫女还是怀疑她是不是卡麦·法孔（Carmine Falcone），玛丽亚的老板，的私生女。塞琳娜与法孔家族的联系在迷你系列漫画《猫女：罗马日子》（Catwoman: When in Rome）有进一步的探究。尽管故事增加了很多关于塞琳娜继承法孔家族遗产这个说法的间接证据，它还是没有确凿证据。
猫女也在《蝙蝠侠：骑士陨落》（Batman: Knightfall）中出现。在这里，她在抢劫一间房子的时候与班恩的追随者接触。班恩叫她为他工作，但是她拒绝了，而她被这名打败过蝙蝠侠的罪犯击退了。在故事后期，她与布鲁斯·韦恩一起登上一架飞往圣普里斯卡的飞机。
之后猫女也在《蝙蝠侠：骑士試煉》（Batman: Knightquest）中出现。

#### 猫女系列漫画
1993年，在《蝙蝠侠归来》取得成功之后，猫女开始有她自己的系列漫画。这个系列由不同的漫画家执笔，但他们都以吉姆·巴伦特（Jim Balent）署名。这个系列把猫女描绘成一个国际盗贼（通常叫做赏金猎人），她有一套模棱两可的道德标准。
故事情节包括离家出走、被收养、前助手亚利桑那、资助班恩（她不久之后背叛班恩投向亚兹拉尔（Azrael，又叫死神））、限制政府正常运行。这个系列也充满更多的她的起源，描述了她的盗窃生涯的开始、被监禁的困难时期和跟着野猫泰德·格兰特（Ted "Wildcat" Grant）训练的日子。
搬到纽约之后，塞琳娜通过要挟开始与副总统合作，然后是兰多夫公司（Randolf Industries）——一间受黑手党控制的公司。她打算用这样的方法去竞选纽约市长，但是她的希望在骗子（Trickster）无意间把她和她的犯罪伙伴联系在一起的时候化为泡影。
然后塞琳娜回到了高谭市，但是这时候，高谭市是一个无人地带（No Man's Land）的中心。在城市重建过程中，塞琳娜以猫女的身份协助蝙蝠侠对抗雷克斯·路瑟（Lex Luthor）。被詹姆斯·戈登警长（James Gordon，Commissioner Gordon）逮捕之后，她逃狱成功。同年，在《Officer Down》一章中，猫女开始变成了头号嫌疑犯。尽管之后被解除通缉，她还是增加了越来越多的不确定行为。然后她消失了，有人相信她已经被喪鐘（Deathstroke the Terminator）刺杀。这部分情节同时出现在第二卷《The New Teen Titans》和卡通连续剧《Teen Titans》，在第94期《猫女》结束。
猫女在第759期到第762期《侦探漫画》的一系列背景故事中出现。在一个由埃德·布鲁巴科和达温·库克（Darwyn Cooke）画的故事情节《猫女的足迹》（Trail of the Catwoman）中，私人侦探“大满贯”布拉德利（Slam Bradley）尝试研究塞琳娜的故事。这个情节一直延续2001年后半年的《猫女》系列。这个情节由布鲁巴科和库克绘画，后来有卡梅伦·斯图尔特（Cameron Stewart）加入。在这个系列中，塞琳娜、霍莉和“大满贯”布拉德利（一个在黄金时代DC漫画出现的任务）变成高谭市东区市民的保护者，同时塞琳娜仍然在扮演女飞贼的角色。
在《蝙蝠侠：静默》（Batman: Hush）故事情节（第608期至第619期《蝙蝠侠》）中，蝙蝠侠和猫女进行短暂合作，在他透露他的真实身份之后，他们有一段浪漫关系。在故事结束的时候，蝙蝠侠断绝了他们的关系，因为他怀疑这段关系被谜天大圣（Riddler）和静默（Hush）操控着。这是第二个提及猫女知道蝙蝠侠真实身份的故事。在80年代早期的故事情节中，塞琳娜和布鲁斯发展了一段关系。最后，故事以塞琳娜知道蝙蝠侠是布鲁斯而结束。编辑团队的变化，导致了故事迅速结束，还有令独立短篇被泄露出来。当猫女再次出现时，故事没有提到塞琳娜知道蝙蝠侠的真实身份。
在《正义联盟》（Justice League）的独立短篇《良心的危机》（Crisis of Conscience）中，猫女暂时成为联盟成员，一直在蝙蝠侠和联盟身边与超级反派秘密社战斗。

#### Mindwipe技术的秘密
猫女似乎改头换面了，她对蝙蝠侠的爱也变成真爱了，尽管她非常自以为是和善变。但是她知道她的改头换面是扎坦娜的Mindwipe技术（参见：Mindwipe）的结果。Mindwipe技术实际上是一种影响深远的手术，在一宗案件，癱瘓了受害者。扎塔娜毫无理由地采取行动，但是回过头来看，她得到了正义联盟七个成员中的五个成员的认可和协助，他们帮助她对莱特博士（Doctor Light，Arthur Light）和蝙蝠侠进行Mindwipe手术。猫女对此秘闻的回应是斩钉截铁的：她用强力胶布把扎塔娜的口，然后把扎塔娜从窗口扔出去。不过扎塔娜没有摔死。之后，有人看见猫女把她自己以前的服装盖在床上。
在第52期《猫女》中，塞琳娜仍然精神失常和善变，她被迫决定是否杀一个超级反派。黑面具（Black Mask）在尝试「提昇自己」的时候去威胁塞琳娜人生当中最重要的人，从“大满贯”布拉德利到霍莉。这个恶棍以前也拷打过塞琳娜的姐妹玛姬，挖出了玛姬丈夫的眼珠餵給瑪姬吃，逼瘋了瑪姬。这引起了猫女的愤怒。黑面具通过以前的盟友，塞琳娜的童年朋友西尔维娅，知道了塞琳娜的身份，这也令塞琳娜愤怒了。仍以為塞琳娜坚守着严格的不杀生原则的黑面具，突然被塞琳娜在他头上开了一枪。在《猫女：第一年》情节中，这个行动继续困扰着猫女，并暗示这有可能是猫女生命中的第一次殺生。

#### 成为妈妈
在《无限危机》（Infinite Crisis）事件之后，DC宇宙在时间上向前推進。《猫女：一年后》中，塞琳娜·凯尔不再是猫女，她离开了东区，并生下一个女兒叫海伦娜。一開始沒公開女儿的父親是谁。不过蝙蝠侠对这个小孩特别关心，曾詢問是否讓海伦娜待在他的豪宅。塞琳娜刚开始否认这件事。到后来有人发现布鲁斯·韦恩（蝙蝠侠）是海伦娜真正的爸爸。塞琳娜嘗試過著較為安全和正常的生活，并放弃猫女的危险生活。霍莉·罗宾逊接过了塞琳娜的工作，成为新猫女。而塞琳娜化名成“伊琳娜·杜布罗夫娜”（Irena Dubrovna），專注於照顾女儿。塞利娜的化名来源于1942年的电影《猫人》（Cat People）的女主角。
尽管塞琳娜很认真地当母亲，不过她在海伦娜出生后几天就已经装扮成猫女去了东区。在增重些許後，她发现紧身连衣裤比之前要更贴身了。而且她变得很容易就被一些普通罪犯分散注意力。尽管这种状况在霍莉的偶然到来之后有所缓解，两个猫女同时活跃在城市中的情景被拍下来了。塞琳娜从冒险中回家之后发现，一个神秘的影迷（Film Freak）发现了她的身份，和角人（Angle Man）一起拐走了海伦娜。在救回女儿之后，塞琳娜说服扎塔娜去给影迷和角人做Mindwipe手术，以保护她的秘密身份。手术之后，角人自首，影迷则开始了大屠杀。
在泰德·格兰特（Ted Grant）通知塞琳娜，霍莉已经因杀死黑面具而被捕後，情況轉變了。塞琳娜潜入警察局并救走霍莉。打败影迷之后，塞琳娜回家却发现布拉德利已经推断出海伦娜是自己儿子小萨姆·布拉德利（Sam Bradley Jr.）的女儿，也就是他的孙女（雖然劇情仍強烈暗示蝙蝠俠可能是父親）。
在“亚马逊袭击”（Amazons Attack!）劇情中，蝙蝠侠邀請猫女潜入暴力部落巴纳亚马逊（Bana Amazons）。装扮成罪犯之后，塞琳娜得到了巴纳的信任并阻止了一次在高谭市制造大规模伤亡的恐怖袭击。
塞琳娜对自己是否应该在已经证明猫女生涯对孩子成长造成威胁的时候把女儿养大产生了疑问。在要求蝙蝠侠帮忙制造她和女儿的假死之后，塞琳娜把海伦娜送去领养。在海伦娜住进新家庭的一个月之后，猫女让扎塔娜清除自己脑海里关于海伦娜的记忆，并使自己恢复到犯罪状态。扎塔娜拒绝了，认为这样一个行为对母女来说都非常残忍。她告诉塞琳娜她不会改变塞琳娜的思维模式，因为她正在成为自己的英雄的道路上。相信自己不再成为罪犯之后，塞琳娜决定成为蝙蝠侠創立的英雄團體局外人。她很快就退出了，蝙蝠女孩（Batgirl）則取代了她的位置。

#### 拯救行动
在第二期《拯救行动》（Salvation Run），猫女被押送到监狱星球（the Prison Planet）。她和莱克斯·卢瑟结盟，尝试一起回到地球，卻誤進入了另一個宇宙中的地球。在这里，猫女成为了一名了惡名昭彰的反派。後來劇情顯示，这个地球只是猫女腦中的幻想，猫女從未离开监狱星球。当她被卢瑟指责为叛徒时，她表示火星猎人装扮成Blockbuster，他很快就将这个英雄致死。
利用从卢瑟重新得到的信任，她很快就在卢瑟拼湊的让恶棍逃脱的临时传送器中，找到通往“真正的”地球的通道。在地球上，她继续成为英雄，尽管她偶爾会因为佣金和盗窃的刺激而再次盗窃。
最新一卷《猫女》以第82期结束。它详细描述了蝙蝠侠和猫女在高谭市屋顶上进行的猫和老鼠游戏，并以塞琳娜偷走蝙蝠车结束。

#### “静默”的心
不久之后，在《侦探漫画》中，塞琳娜正在犹豫是否应该尋求与蝙蝠侠的進一步的关系，她与布鲁斯讨论耶洗别·杰特（Jezebel Jet，布鲁斯最新的女朋友），也跟扎塔娜（塞琳娜认为她也爱慕布鲁斯）互相打气。扎塔娜并承了自己對布鲁斯的感觉，并补充说她已经选择放弃，但是她鼓励塞琳娜在杰特“占有”布鲁斯之前向他敞开自己的心扉。静默偷听到了她们的对话，想利用她们去攻击他的敌人——布鲁斯·韦恩。
在第848期《侦探漫画》，静默对塞琳娜进行攻击，并摘除了她的心脏。她被匿名送去高谭市的一家医院。蝙蝠侠得知了她的处境之后，在午夜神醫照顾塞琳娜的时候，立刻在她身边离开去寻找静默。
蝙蝠侠找回了塞琳娜的心脏，午夜医生则把心脏放回她的身体里。医生怀疑塞琳娜能否回到以前的在屋顶跳跃的生活。当塞琳娜仍然昏迷时，扎塔娜来到她身边对她道歉，因为扎塔娜没有警告塞琳娜提防静默。扎塔娜告诉塞琳娜，她因为对她和布鲁斯的关系感到高兴而忽视了可能有事情发生的征兆。扎塔娜送给塞琳娜一个装著芦荟汁的小瓶，供消除术后伤疤使用。劇情暗示着裡面有一种神奇的力量可帮助塞琳娜康复。塞琳娜因为可能会再次以孤单告终而伤心。这时，布鲁斯进入了康复病房。因为他以为塞琳娜还在昏迷，所以对塞琳娜说了一番话。他说塞琳娜是他生命中唯一能俘获他的心的女人。当塞琳娜睁开眼睛并告诉布鲁斯其实她已经醒来并听到他的告白时，他告诉她，他会永远爱她。

## 技能
塞琳娜善于运动且有天賦，在特技方面的表演也頗為精湛。她曾和獨臂大師學過一些功夫，並由野貓（泰德.格蘭）特訓練過拳擊和街頭戰鬥。她是一位聰明且足智多謀的戰士，能夠精確運用靈活多變的攻擊和快速逃逸的技巧。她有如貓一般的速度、反射神經、平衡感和身體的柔韌度，這讓她可怕的近戰技能手搏更上層樓。不可否認地，貓女精通偷竊技巧並擁有卓越的偷竊天賦和狡猾。她是一位專家，不管是在低技術或是高技術的搶奪，她都是哥特城最好的一位竊賊。

### 服装
紧身连衣裤（英語：Catsuit）

### 武器与装备
她的武器通常是用皮鞭和爪子：貓女使用皮鞭的技術非常出色，足有大師級的水準。手套上的利爪除了在格鬥戰中能增幅殺傷力外，貓女在施展她那飛簷走壁的技術時也會派上用場。

## 其他媒體

### 电影
- 《蝙蝠俠》：由李·麥瑞威瑟飾演（潔卡）
- 《蝙蝠侠大顯神威》：由米雪·菲花飾演（塞琳娜·凱爾）
- 《貓女》：由荷莉·貝瑞飾演（菲力普斯）
- 《黑暗騎士：黎明昇起》：由安·海瑟薇飾演（塞琳娜·凱爾）
- 《蝙蝠俠》：由柔伊·克拉維茲飾演（塞琳娜·凱爾）

### 電視劇
- 《萬惡高譚市》：由卡麥蓉·畢坎多瓦飾演年輕的瑟琳娜·凱爾，莉莉·西蒙斯（英语：Lili Simmons）在劇終集飾演成年的瑟琳娜·凱爾。

### 動畫電影
- 《樂高蝙蝠俠電影》：由柔伊·克拉維茲配音。

### 電子遊戲
- 《DC 超級英雄 Online》：由Kelley Huston配音。
- 《超級英雄：武力對決》：玩家可使用角色，由格蕾·德萊勒配音。
- 《無限危機》：由格蕾·德萊勒配音。
- 《蝙蝠俠：秘密系譜》：由勞拉·貝利配音。[16]
- 《樂高蝙蝠俠》：由凡妮莎·馬歇爾配音。
- 《樂高蝙蝠俠2：DC超級英雄》：由Katherine Von Till配音。
- 《樂高蝙蝠俠3：飛越高譚市》：由勞拉·貝利配音。
- 《蝙蝠俠：阿卡漢城市》：可於遊戲中操作，在某些關卡的抉擇會影響遊戲的結局；由格蕾·德萊勒配音。
- 《蝙蝠俠：阿卡漢騎士》：可於遊戲中操作，由格蕾·德萊勒配音。
- 《超級英雄：武力對決2》：玩家可使用角色之一[17]。

## 外部連結
- 中的“Catwoman”
- Catwoman Through the Years - slideshow by Life magazine
- Catwoman (of Batman: The Animated Series) （页面存档备份，存于） at BatmanTAS.com
- Girls With Gauntlets Influence of Catwoman upon female action heroes of the 1990s
- From Comic To Pfeiffer's Cat （页面存档备份，存于） Batman-Online.com's in-depth analysis on Tim Burton's Catwoman's comic origins
- Moore, Booth. . Los Angeles Times. January 24, 2011  [January 24, 2011]. （原始内容存档于2021-02-24）.
- The Complete Definitive Catwoman Origin （页面存档备份，存于） dr-von-fangirl's heavily researched analysis of Catwoman's complete post-Crisis comic book origin